# Слобода (Савский сельсовет)
Слобода́ (бел. Слабада) — деревня в составе Савского сельсовета Горецкого района Могилёвской области Республики Беларусь.

## Население
- 1999 год — 67 человек
- 2010 год — 36 человек